# John Basil Lamar
John Basil Lamar (* 5. November 1812 in Milledgeville, Baldwin County, Georgia; † 15. September 1862 bei Crampton's Gap, Maryland) war ein amerikanischer Politiker.
Lamar besuchte ab 1827 das Franklin College, aus dem später die University of Georgia (UGA) in Athens hervorging, erhielt aber keinen Abschluss. 1830 zog er nach Macon und führte dort einen landwirtschaftlichen Betrieb.
Für die Jahre 1837 und 1838 war Lamar als Abgeordneter in das Repräsentantenhaus von Georgia gewählt worden. 1842 wurde er als Abgeordneter für die 28. Kongresswahlperiode zur Vertretung der Interessen seines Staates in das Repräsentantenhaus der Vereinigten Staaten gewählt. Sein Wirken war nur von kurzer Dauer, da er sein Amt erst zum 4. März 1843 von seinem Vorgänger Thomas Butler King übernehmen konnte und bereits zum 29. Juli 1843 zu Gunsten von Absalom Harris Chappell zurücktrat, um anschließend wieder landwirtschaftlich tätig zu sein. 
Lamar gehörte von 1855 bis 1858 dem Verwaltungsausschuss der Universität von Georgia (UGA Board of Trustees) an. Als Delegierter gehörte er der Staatsversammlung an, die im Januar 1861 die Erklärung Ordinance of Secession verabschiedete und damit den Austritt, die Sezession, Georgias aus den Vereinigten Staaten einleitete. Während des Sezessionskrieges arbeitete er als Oberst (Colonel) im Stab von Howell Cobb, einem General der Armee der Konföderierten Staaten von Amerika (Südstaaten). Während der Gefechte bei Crampton's Gap in Maryland wurde er verwundet und starb innerhalb eines Tages am 15. September 1862 an seinen Verletzungen. Er wurde auf dem Rose Hill Cemetery in Macon beigesetzt. 